# Provincia de San José
San José es una provincia de Costa Rica.  Está dividida en 20 cantones y 123 distritos. En la provincia se encuentra la ciudad de San José, capital de Costa Rica, la cual concentra los tres Poderes de la República y al Tribunal Supremo de Elecciones. Otras ciudades importantes son Desamparados, Escazú, San Pedro de Montes de Oca, Curridabat y San Isidro de El General.
La provincia de San José tiene una geografía montañosa, delimitada por la cordillera Volcánica Central, las estribaciones de la cordillera de Talamanca y la fila Brunqueña. Posee numerosos valles, como el Valle Central, donde se concentra la mayoría de la población y las principales instituciones, y el Valle del General, ubicado al sureste de la provincia. Dentro de la provincia se ubica la Zona de los Santos, una de las más importantes regiones cafetaleras del país. La provincia está surcada por ríos cortos y caudalosos que descienden de las montañas y desembocan en su mayoría en el océano Pacífico. Las aguas de estos ríos son utilizadas para la producción de energía hidroeléctrica. La economía de la provincia es la más desarrollada del país: zonas industriales, comercio, construcción, servicios, turismo, agricultura, etc. La provincia se encuentra comunicada con el resto del país por diversos servicios de transporte, incluyendo aeropuertos, carreteras y ferrocarriles.

## Toponimia
El nombre de la ciudad proviene en honor a José de Nazaret, santo que cumplió el papel de padre putativo de Jesús y esposo de María. Esto debido a que el poblado fue consagrado al patronazgo de dicha figura religiosa alrededor de 1737. Igualmente, en un inicio la ciudad fue conocida como La Boca del Monte o la Villa de San José de la Boca del Monte, designación que fue evolucionando hasta el nombre actual.
Asimismo, y debido a que el nombre de pila del patrono es José, la ciudad recibe el apodo de Chepe que es una deformación lingüística del apodo Pepe, así como sus variantes de San Chepe y Peche (este último al revés), u otros sobrenombres de carácter generacional como La tacita de plata o SanJo. En la actualidad se considera que su abreviatura es SJO, debido principalmente a la marca ciudad.

## Historia
En 1561, Juan de Cavallón fundó el primer asentamiento español en el valle de Santa Ana, la ciudad de Garcimuñoz. Hacia finales del siglo xvi, se pobló el valle de Aserrí, cuyo principal núcleo urbano fue denominado Mata Redonda. 
Con el fin de facilitar el tránsito entre San Bartolomé de Barva y las localidades de Aserrí y Curridabat, se estableció un sitio estratégico conocido como Boca del Monte.
El 21 de mayo de 1737 se fundó la primera ermita de adobe en la zona, alrededor de la cual comenzaron a construirse las primeras viviendas. En 1751 se erigió una pequeña iglesia dedicada a San José, lo que dio origen al nombre Villa Nueva de la Boca del Monte.
En 1776, la ermita fue trasladada al sitio donde actualmente se encuentra la Catedral Metropolitana, y fue elevada a la categoría de parroquia.
La primera institución educativa de la zona se fundó en 1814, conocida posteriormente como la Casa de Enseñanza de Santo Tomás, la cual se convertiría en la primera universidad del país.
Su cabecera es la capital de Costa Rica desde 1823, debido a la victoria de los republicanos en la Batalla de Ochomogo.

## Ubicación
Se encuentra ubicada en el centro del país. Limita con las provincias de Alajuela, Heredia, Cartago, Limón y Puntarenas. Posee una superficie de 4.965,9 km², y una población de 1.635.144 habitantes, la más poblada del país.
La provincia de San José se ubica en el centro de Costa Rica, y se orienta a lo largo de la cordillera Volcánica Central con dirección sureste. Posee límites con todas las otras provincias del país, a excepción de Guanacaste:
- al norte con Heredia y Alajuela
- al este con Cartago y Limón
- al oeste y al sur con Puntarenas

## Geografía
La provincia de San José está conformada por dos unidades de relieve bien diferenciadas. La primera corresponde a la vertiente pacífica de la cordillera de Talamanca, y la segunda es una franja en el centro del país de orientación noreste-suroeste, que empieza en la cordillera Volcánica Central, desciende por el Valle Central, atraviesa las filas de Cedral y Puriscal hacia el litoral pacífico, y culmina ensanchándose hacia la fila de Bustamante. La divisoria de aguas de la cordillera de Talamanca delimita el perímetro de la provincia por el sureste, con la presencia de los cerros más altos del país: Chirripó (3820 m s. n. m.), La Muerte (3491 m s. n. m.), Urán (3333 m s. n. m.), Vueltas (3156 m s. n. m.) y Amí (3295 m s. n. m.). Hacia el norte, el sistema montañoso lo conforma la cordillera Volcánica Central, las estribaciones de la cordillera de Talamanca, y el sector occidental de los montes del Aguacate, hallándose también algunas montañas aisladas, lomas y tierras llanas. La región presenta restos de diversas rocas volcánicas, con suelos aluviales, también de origen volcánico y ricos en humus. San José, la capital de Costa Rica, se ubica a una altitud promedio de 1.161 m s. n. m.
San José es la provincia que comprende más territorio del Valle Central, una depresión intermontana que se extiende desde los flancos noroccidentales del volcán Irazú hasta las colinas de Cedral, luego desciende para elevarse de nuevo en la fila de Puriscal al oeste, y la fila de Bustamante al sur. Los cerros de Turrubares (1756 m s. n. m.) y La Cangreja (1305 m s. n. m.) constituyen el límite con la provincia de Puntarenas, que pasa por el cerro Bijagualito en el oeste y el estrecho valle de Parrita por el sur. Hacia el centro-sur de la provincia, una serie de pequeños valles intermontanos de escasa altura conforma la zona de los Santos, formada por unidades geomorfológicas de origen erosivo y tectónico, dentro de la cuenca del río Pirrís-Parrita. Hacia el sureste, se encuentra el Valle del General, formado por una depresión tectónica ocupada por el río General, uno de los principales afluentes del río Grande de Térraba, el más largo del país.

### Hidrografía

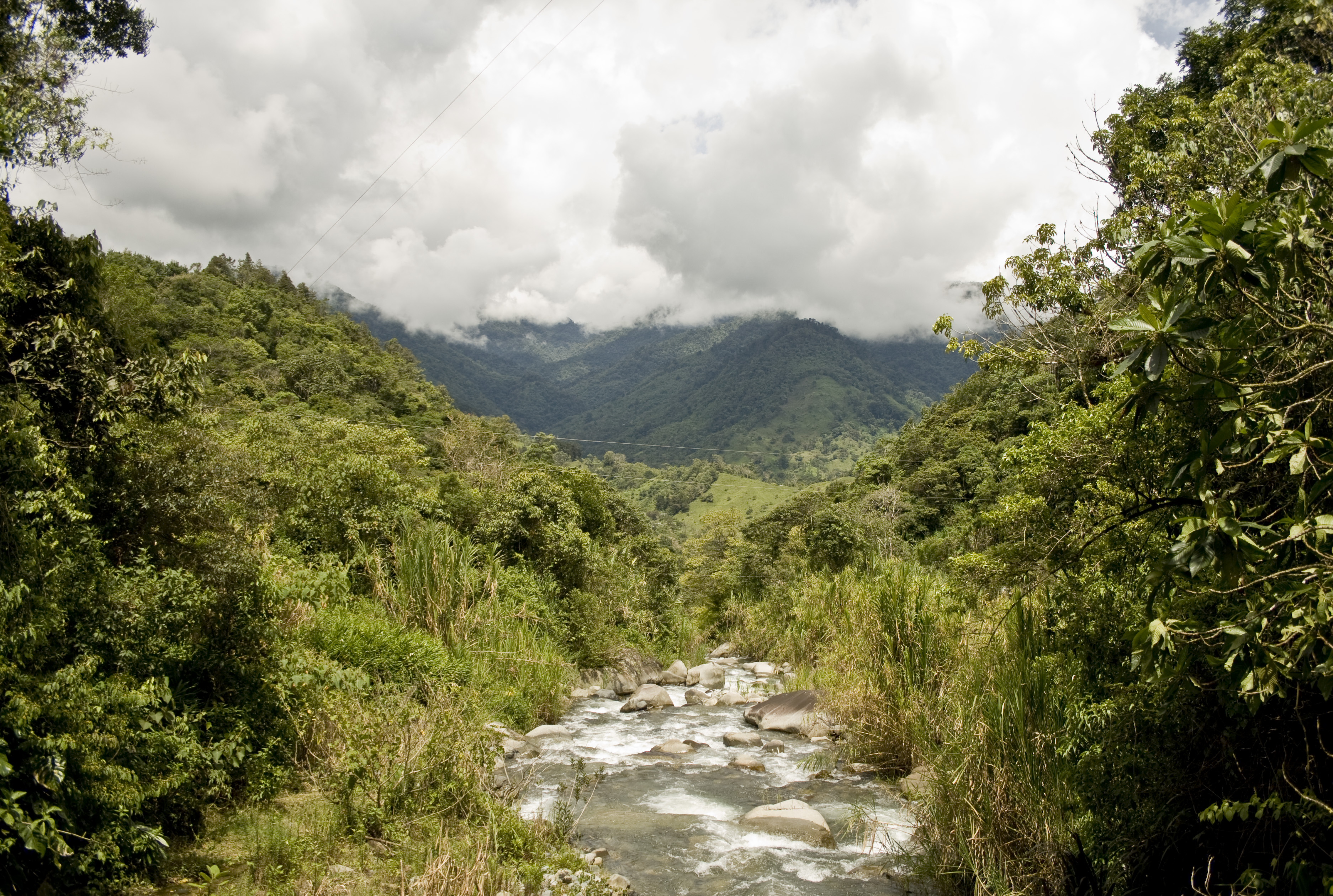
Río Blanco, cantón de Pérez Zeledón. La mayoría de los ríos de la provincia de San José son poco profundos, angostos y a menudo discurren por topografías montañosas, lo que los hace imposibles de navegar.

La red hidrográfica de la provincia está conformada por la cuenca oriental del Valle Central, con ríos que nacen en los cerros de Turrubares (ríos Turrubares,
Turrubaritos y Tulín), y los numerosos ríos que nacen en la cordillera de Talamanca y discurren hacia el océano Pacífico (Virilla, Pirrís, Grande de Candelaria, Naranjo, División, Chirripó, General y Pejibaye, entre otros).
El sistema fluvial del río Grande de Tárcoles y sus afluentes más importantes, el río Virilla y el río Tiribí, recoge las aguas de la subcuenca suroriental, desagua el Valle Central, y es límite provincial por el nornoroeste. Los ríos Grande de Candelaria y Pirrís nacen de las estribaciones de la cordillera de Talamanca, y ambos se unen después de rodear la fila de Bustamante, formando el río Parrita. En las cimas de dicha cordillera nacen los ríos Naranjo, Savegre y División, que descienden en forma paralela por pendientes uniformes, cavando pequeños valles antes de atravesar la frontera de la provincia con Puntarenas.
La cuenca del río General desagua los cerros de Chirripó y Urán en el sureste, atraviesa el Valle del General, y vierte sus aguas en el río Grande de Térraba.

### Clima
La temperatura promedio es de 20 °C, con extremos absolutos en la capital de -1,1 °C (enero 1897) y 33,6 °C (marzo 1958). Los meses más lluviosos son septiembre y octubre.
La provincia de San José posee diversos microclimas, desde el páramo de montaña en el cerro de la Muerte, hasta el clima tropical húmedo en las tierras bajas del sur de la provincia.

### Áreas protegidas
Dentro de la provincia de San José se hallan diversos parques nacionales: el parque nacional Los Quetzales, ubicado en el distrito de Copey, cantón de Dota; el parque nacional La Cangreja, en el cantón de Puriscal; el parque nacional Chirripó, compartido con Cartago y Limón; el parque nacional Braulio Carrillo, compartido con Limón, Cartago y Heredia. Una pequeña sección del sector Prusia del parque nacional Volcán Irazú, ubicado en Cartago, se encuentra en la provincia de San José. La cuenca del río Savegre, que nace en el cerro de la Muerte, es reserva de la biosfera.
| Parques nacionales en la provincia de San José |
| --- |
| - Parque nacional Braulio Carrillo. Es la zona protegida más grande de la región central del país. Se estima que en él habitan 6000 especies de plantas y 515 especies de aves. Su territorio está cubierto principalmente de bosque nuboso primario. - Parque nacional Los Quetzales. Alberga gran cantidad de especies de flora y fauna endémicas, y es santuario del Pharomachrus mocinno, especie considerada casi amenazada por la UICN. - Parque nacional Chirripó En él se encuentra el cerro Chirripó, punto más alto del país (3821 msnm). Protege bosques premontanos y páramos, así como varios lagos glaciares. Cuenta con una abundante avifauna. - Parque nacional La Cangreja Protege abundantes y cristalinas fuentes de aguas, 44 especies de plantas endémicas y 300 especies de aves. |

## División política

Cantones de la provincia de San José.

La provincia de San José está dividida en 20 cantones y 111 distritos. Los cantones y sus cabeceras son:
| Cantón              | Cabecera                 | Distritos |
| San José            | San José                 | Carmen, Merced, Hospital, Catedral, San Francisco de Dos Ríos, La Uruca, Mata Redondal, Pavas, Hatillo, San Sebastián                                               |
| Escazú              | Escazú                   | Escazú, San Antonio, San Rafael |
| Desamparados        | Desamparados             | Desamparados, San Miguel, San Juan de Dios, San Rafael Arriba, San Antonio, Frailes, Patarrá, San Cristóbal, Rosario, Damas, San Rafael Abajo, Gravilias, Los Guido |
| Puriscal            | Santiago                 | Santiago, Mercedes Sur, Barbacoas, Grifo Alto, San Rafael, Candelarita, Desamparaditos, San Antonio, Chires                                                         |
| Tarrazú             | San Marcos               | San Marcos, San Lorenzo, San Carlos |
| Aserrí              | Aserrí                   | Aserrí, Tarbaca, Vuelta de Jorco, San Gabriel, Legua, Monterrey, Salitrillos                                                                                        |
| Mora                | Colón                    | Colón, Guayabo, Tabarcia, Piedras Negras, Picagres, Jaris, Quitirrisí                                                                                               |
| Goicoechea          | Guadalupe                | Guadalupe, San Francisco, Calle Blancos, Mata de Plátano, Ipís, Rancho Redondo, Purral                                                                              |
| Santa Ana           | Santa Ana                | Santa Ana, Salitral, Pozos, Uruca, Piedades, Brasil |
| Alajuelita          | Alajuelita               | Alajuelita, San Josecito, San Antonio, Concepción, San Felipe |
| Vázquez de Coronado | San Isidro               | San Isidro, San Rafael, Dulce Nombre de Jesús, Patalillo, Cascajal                                                                                                  |
| Acosta              | San Ignacio              | San Ignacio, Guaitil, Palmichal, Cangrejal, Sabanillas |
| Tibás               | San Juan                 | San Juan, Cinco Esquinas, Anselmo Llorente, León XIII, Colima |
| Moravia             | San Vicente              | San Vicente, San Jerónimo, La Trinidad |
| Montes de Oca       | San Pedro                | San Pedro, Sabanilla, Mercedes, San Rafael |
| Turrubares          | San Pablo                | San Pablo, San Pedro, San Juan de Mata, San Luis, Carara |
| Dota                | Santa María              | Santa María, Jardín, Copey |
| Curridabat          | Curridabat               | Curridabat, Granadilla, Sánchez, Tirrases |
| Pérez Zeledón       | San Isidro de El General | San Isidro de El General, El General, Daniel Flores, Rivas, San Pedro, Platanares, Pejibaye, Cajón, Barú, Río Nuevo, Páramo, La Amistad                             |
| León Cortés Castro  | San Pablo                | San Pablo, San Andrés, Llano Bonito, San Isidro, Santa Cruz, San Antonio                                                                                            |

## Demografía
Para el año 2022, Provincia de San José cuenta con una población estimada de 1 601 167 habitantes, y para el último censo efectuado, en 2011, Provincia de San José contaba con una población de 1 404 242 habitantes.
De acuerdo al Censo Nacional realizado en 2011, la provincia cuenta con una población de 1 404 242 habitantes. De estas, el 86,4 % residía en zonas urbanas. En ese mismo censo se determinó que en la provincia había 400.961 viviendas ocupadas, de las cuales, el 67,40% estaban en buen estado y en 4,60% de las viviendas había condiciones de hacinamiento.
Otros datos demográficos:
- Alfabetismo: 98,5%
- Escolaridad promedio: 9,4 años.
- Población nacida en el extranjero: 10,6%

### Barrios del sur

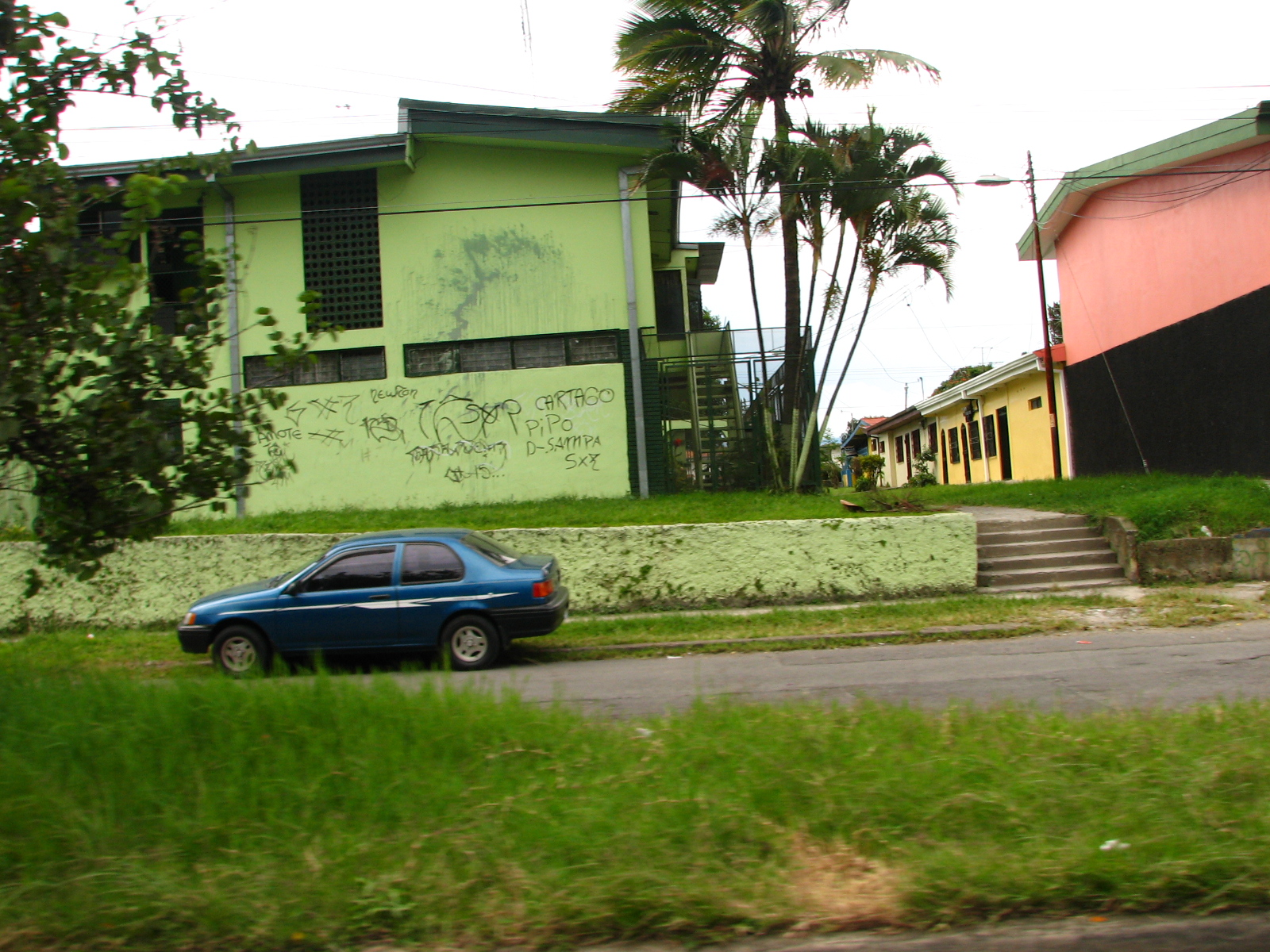
Colonia Kennedy, uno de los Barrios del Sur

Al sur de San José se encuentra un conjunto de barrios y proyectos habitacionales, se caracterizan por poseer un bajo grado de desarrollo social y económico, así como inseguridad ciudadana, uso y comercialización de drogas y hacinamiento. Muchos de estos barrios surgieron durante las décadas de 1960 y 1970 como respuesta a las necesidades de vivienda económica en la ciudad de San José.
En la propia ciudad de San José se considera [¿según quién?] que pertenecen a esta denominación los barrios de Cristo Rey, Cuba y Los Ángeles del distrito de Hospital. En el conurbano se localizan otras comunidades como:
- Del cantón de Alajuelita: San Felipe
- Del cantón de Desamparados: Torre Molinos
- Del distrito Hatillo: 15 de septiembre, Sagrada Familia, Nosara
- Del distrito San Sebastián: Colonia Kennedy, Luna Park, Paso Ancho, Ciudadela López-Mateos

## Economía
Se produce café, hortalizas, caña de azúcar, tabaco, frijol, maíz, frutas y plantas ornamentales. 
Concentra una importante cantidad de empresas industriales enfocadas en la producción de bienes alimenticios, textiles, empaques, envases, vidrio, medicamentos entre otros.

## Infraestructura

### Aeropuertos
En la provincia de San José se ubican diversos aeropuertos; el de mayor tráfico es el Aeropuerto Internacional Tobías Bolaños, de donde parten vuelos nacionales e internacionales en aeronaves pequeñas. Sin embargo, el Aeropuerto Internacional Juan Santamaría (que usa el código de la IATA "SJO") se ubica en la provincia de Alajuela, a unos 17 km del centro de la capital costarricense.

### Carreteras
En San José confluyen muchas de las principales vías terrestres de Costa Rica, incluyendo la Carretera Interamericana Norte, que parte de la ciudad capital, y la Carretera Interamericana Sur, que conecta a la capital costarricense con la Zona de los Santos, San Isidro de El General, la zona sur del país y la frontera con Panamá.

### Ferrocarriles
En Costa Rica, las líneas de ferrocarril conectan a la ciudad de San José con las ciudades de Limón y Puntarenas, aunque al 2011 estas líneas no prestan servicios de pasajeros y parte de sus trayectos se encuentra a menudo en mal estado. Mientras que en la ciudad de San José opera un servicio público de tren urbano, y trenes hacia las ciudades de Heredia, Alajuela, Belén, Pavas y Cartago.

### Puertos
Debido a las características de sus ríos y su topografía montañosa, en San José no existen puertos de uso comercial.

## Atractivos

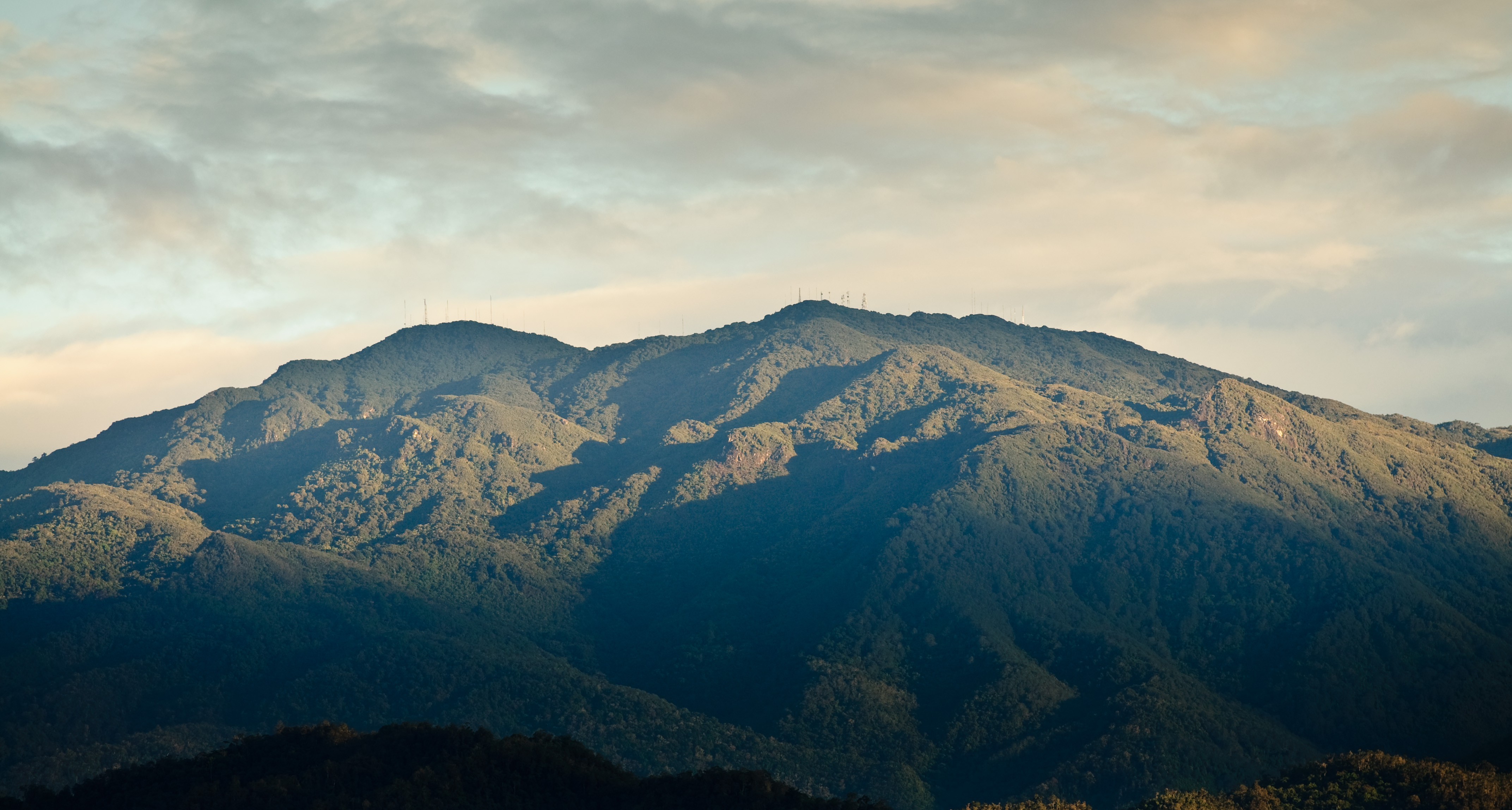
Cerro de la Muerte, al sureste de la provincia

Esta provincia cuenta con una amplia gama de museos, hoteles, restaurantes, parques, centros de conferencias, parques temáticos, modernos centros comerciales de lujo, cines, teatros, galerías, balnearios, estadios y varios lugares para la recreación nocturna y la vida cosmopolita.
Algunos de sus principales cantones son San José, Montes de Oca, Escazú, Santa Ana y Pérez Zeledón. En la provincia se produce café (sobre todo en la Zona de los Santos, formada por los cantones de Tarrazú, Dota  y León Cortés Castro), hortalizas, caña de azúcar, tabaco, frijol, maíz, frutas y plantas ornamentales.
Dentro de las principales atracciones culturales se encuentra el Teatro Nacional, situado en la Plaza de la Cultura e inaugurado en 1897, el Museo del Oro Precolombino, el Museo de Arte y Diseño Contemporáneo y el Museo de los Niños.
Algunas de las más famosas fiestas y celebraciones de la provincia de San José son las fiestas populares de fin y principio de cada año, el Festival de La Luz, en el mes de diciembre y la exposición nacional de orquídeas, en el mes de marzo.
Durante la última década San José se ha convertido en parada obligatoria en Centroamérica para miles de bandas internacionales de todo tipo de géneros: pop, electrónica, rock, independiente, heavy metal, rap, reggae, ska, punk y otras.

## Personas destacadas
- Ver Lista de josefinos